# Wilhelm Pieck
Wilhelm Pieck (Brandemburgo, 3 de janeiro de 1876 - Berlim Oriental, 7 de setembro de 1960) foi um político alemão, primeiro e único presidente da República Democrática da Alemanha (RDA).

## Biografia
Pieck aderiu ao Partido Social-Democrata da Alemanha (SPD) em 1895, colocando-se na ala esquerda durante os conflitos internos do partido que apareceram em relação à Primeira Guerra Mundial. A ala esquerda posicionava-se contrariamente à guerra, e a favor da revolução. Pieck abandonou o SPD conjuntamente com outros militantes e líderes que se reuniram na chamada Liga Espartaquista e depois fundaram o Partido Comunista da Alemanha (KPD) em 1918. Após a derrota da revolução espartaquista nesse ano, fugiu para a Itália.
Regressou à Alemanha em 1921, onde foi eleito deputado comunista ao Parlamento da Prússia (1921-1928) e do Reichstag (1928-1933). Após a tomada de poder pelos nazistas do NSDAP, fugiu novamente do país, nesta ocasião para Paris, desde onde se deslocou para a União Soviética em 1939. Durante o exílio, teve responsabilidades na Internacional Comunista e foi eleito secretário geral do KPD em 1935. Ademais, durante a Segunda Guerra Mundial, presidiu ao Comitê Nacional por uma Alemanha Livre (NKFD), organismo impulsionado pelos comunistas com o fim de agrupar toda a oposição ao nazismo.
Depois da vitória aliada na guerra em maio de 1945 e da consequente queda do NSDAP, Pieck regressou à área alemã controlada pela URSS e dirigiu a fusão do KPD e do SPD na RDA. A fusão deu origem ao Partido Socialista Unificado da Alemanha (SED), do que Pieck foi eleito secretário geral em 1945, compartindo o secretariado com o social-democrata Otto Grotewohl.
Em 1949, com a constituição da RDA, foi eleito o seu primeiro e único chefe de Estado, posto que ocupou até à sua morte em 1960. Antes, em 1950, cedeu a secretaria geral a Walter Ulbricht.

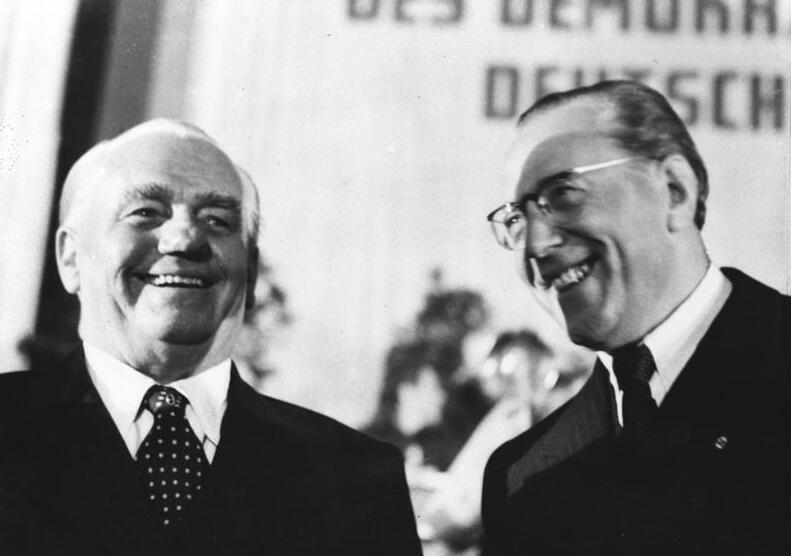
Wilhelm Piecks (esquerda) e Otto Grotewohl (direita)